# سیارک ۱۰۹۸۵
سیارک ۱۰۹۸۵ (به انگلیسی: 10985 Feast، نامگذاری:4017T-3) ده هزار و نهصد و هشتاد و پنجمین سیارک کشف شده‌است که در ۱۶ اکتبر ۱۹۷۷ کشف شد.
قدر مطلق سیارک برابر ۱۸.۶ است.